# Trouville-la-Haule
Trouville-la-Haule är en kommun i departementet Eure i regionen Normandie i norra Frankrike. Kommunen ligger i kantonen Quillebeuf-sur-Seine som tillhör arrondissementet Bernay. År 2022 hade Trouville-la-Haule 754 invånare.

## Befolkningsutveckling
Antalet invånare i kommunen Trouville-la-Haule
Referens:INSEE